# Túmulo de Dingjiazha nº 5
O túmulo de Dingjiazha nº 5 (chinês tradicional: 丁家 闸 五号 墓) é um túmulo mural do reino Liang do norte quando os dezesseis reinos chegaram ao fim e a dinastia Wei do norte estava começando, c. 384-441. A tumba foi escavada em 1977 e tem elementos de arte encontrados em obras da dinastia Han oriental, dinastia Wei do norte, dinastia Jin, bem como as cavernas de Mogao. Está localizado em Jiuquan, província de Gansu, China.

## Galeria
Artefatos escavados do túmulo de Dingjiazha nº 5
- Lótus acima do mundo, olhando para o céu e para terra abaixo
- Teto do céu norte
- Campo camponês e de bois
- Tocador de alaúde ou pipa
- Músicos
- Cavalos
- Cavalo pintado no céu na arte do túmulo
- Dançarinos e músicos
- Um cavalo pintado no céu da tumba.
- Trabalhadores nos campos
- Menina nua colhendo e um macaco na árvore
- Dançarina